# Щербатов, Дмитрий Иванович
Князь Дми́трий Ива́нович Щерба́тов (? — 1644) — стряпчий, стольник и воевода.

## Биография
Представитель княжеского рода Щербатовых. Второй сын князя Ивана Андреевича Щербатова (? — 1610). Старший брат — князь Осип Иванович Щербатов (? — 1667).
В марте 1627 года князь Д. И. Щербатов был пожалован из стряпчих в стольники. Во время богомольных походов царя Михаила Фёдоровича он часто оставался в Москве и вместе с другими стольниками «дневал и ночевал» на царском дворе.
В 1634 году князь Дмитрий Щербатов находился на службе в Москве в полку под командованием боярина Дмитрия Мамстрюковича Черкасского. В 1636 году был «верстан» (зачислен на службу) с окладом в 20 рублей.
В 1638 и 1641 годах он находился на полковой службе в Туле. В 1639 году «дневал и ночевал» у гробов царевичей Ивана и Василия Михайловичей.
В 1642 году князь Д. И. Щербатов участвовал в Земском соборе, созванном в Москве для обсуждения и решения вопроса, удерживать ли за Россией город Азов, захваченный донскими казаками, или отдать его обратно туркам.
В 1644 году князь Д. И. Щербатов был назначен воеводой в Томск, где в том же году скончался, не оставив потомства.